# Вулиця Загірна
Вулиця Загірна — вулиця у Шевченківському районі міста Львів, місцевість Старі Збоїща. Пролягає від вулиці Очеретяної, розгалужується на два майже паралельні відтинки, один з яких закінчується вулицею Мурованою, другий — глухим кутом. Прилучаються вулиці Розточчя (двічі) та вулиця Творча.

## Історія та забудова
Вулиця виникла у складі селища Збоїща, не пізніше 1952 року отримала назву вулиця 1 травня, на честь Дня міжнародної солідарності трудящих. Сучасну назву вулиця має з 1964 року.
Забудована переважно одно- та двоповерховими садибами різних часів, є кілька конструктивістських будинків 1930-х років, зокрема, № 23 і № 44. Під № 31 розташований комплекс будівель автогаражного кооперативу «Фенікс», а також цей номер має житловий будинок, розташований по вулиці Загірній трошки нижче кооперативу.
Під № 28а розташована церква святого Великомученика Димитрія, що належить УГКЦ. Храм, який був парафіяльним для мешканців селища Збоїща, зведений у 1811—1813 роках на місці давньої церкви, яка у свою чергу була збудована на початку XVII столітті на кошти, що заповів львівський купець Костянтин Корнякт. Стара церква була дерев'яною, тому восени 1648 року вона згоріла, проте вже до 1655 року парафіяни відбудували церкву. У 1701 році церкву передали греко-католицькій громаді, наприкінці XVIII століття, ймовірно, у 1790-х роках, парафію ліквідували. У 1811 році, коштом тодішнього дідича Збоїщ Яна (Івана) Нікоровича, почалося будівництво нової, мурованої церкви. Під час першої світової війни церкву пошкодив російський гарматний снаряд, рештки якого можна побачити у стіні сучасної церкви. У 1974 році проведено капітальну реконструкцію церкви, у 1980-х роках пройшов ремонт фундаменту дзвіниці, під час якого виявлено рештки старого церковного цвинтаря. У 2009 році біля церкви почалося спорудження хрестів-станцій Хресного шляху.
Церква однонавова, базилікального типу, з двоярусним фасадом, розчленованим пілястрами доричного ордеру. Частково зберігся іконостас, датований 1733 роком, який до встановлення у цій церкві знаходився у храмі Введення в Храм Пресвятої Богородиці на сучасній вулиці Гайдамацькій. В іконостасі також збереглася ікона «Святий Димитрій» (1693 рік) роботи галицького маляра Івана Рутковича.